# Twann
Twann (Douanne em francês) foi uma comuna suíça no cantão de Berna com 843 habitantes e situada às margens do lago de Bienna. 

## História
Em 1 de janeiro de 2010, passou a formar parte da nova comuna de Twann-Tüscherz.

## Geografia

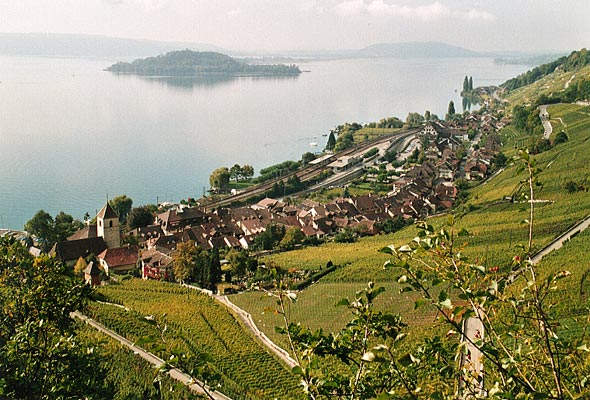
Lago Biel, Ilha de St. Peter e Twann

Twann tinha uma área de 9,1 km2. Desta área, 29,3% era usada para a agricultura, enquanto 60% era floresta. Do restante do território, 6,9% estava edificada (edificações ou estradas) e o restante (3,9%) eram rios, geleiras e montanhas.